# Micropsectra longimanus
Micropsectra longimanus är en tvåvingeart som först beskrevs av Jean-Jacques Kieffer 1909.  Micropsectra longimanus ingår i släktet Micropsectra och familjen fjädermyggor.
Artens utbredningsområde är Tyskland. Inga underarter finns listade i Catalogue of Life.